# Jean-Pierre Pillet
Pour les articles homonymes, voir Pillet.
Jean-Pierre Pillet est un homme politique français né le 26 mars 1743 à l'île d'Yeu et mort le 19 mai 1816 à Nantes.

## Biographie
Capitaine de navire à Nantes, il est élu député de la Loire-Inférieure au Conseil des Cinq-Cents le 28 germinal an VII.
Favorable au coup d'État du 18 Brumaire, il est admis au Corps législatif par le Sénat conservateur le 4 nivôse an VIII et y siège jusqu'en 1805.

## Sources
- « Jean-Pierre Pillet », dans Adolphe Robert et Gaston Cougny, Dictionnaire des parlementaires français, Edgar Bourloton, 1889-1891 [détail de l’édition]